# Gerocyptera marginalis
Gerocyptera marginalis är en tvåvingeart som först beskrevs av Walker 1860.  Gerocyptera marginalis ingår i släktet Gerocyptera och familjen parasitflugor. Inga underarter finns listade i Catalogue of Life.